# 韋家輝
韋家輝（英語：Wai Ka Fai，1962年9月21日—），香港編劇、導演，銀河映像的代表性人物，曾三度奪得香港電影金像獎最佳編劇，七度奪得香港電影評論學會大獎最佳編劇，2023年，凭《神探大戰》奪得第41屆香港電影金像獎最佳導演。

## 背景
韋家輝早年居住在香港島華富邨華美樓14樓，有一姊一弟一妹，其中胞弟是無綫電視演員韋家雄，胞妹是ViuTV節目監製韋家華。韋家輝童年時喜歡到寓所附近的石灘遊玩，少年階段則到鄰近徙置區的公共圖書館流連。父母在他10歲時離異，其父親是一名商人，本在華富邨內經營小型塑膠廠生意，後因婚外情而離棄兒女及妻子，致使韋家四兄弟妹與母親生活很快變得困頓，更要一度寄居在九龍土瓜灣的舅父家中。但住了一段時間便獲政府分配徙置區單位，安排移居山谷道邨。韋家輝就讀廣悅堂基悅小學、基督教香港信義會紅磡信義學校以及中國基督教會孔仲岐紀念中學，曾在電池廠和酒樓賣叉燒包當暑期工，中五畢業後在銅鑼灣世界貿易中心碧麗宮戲院停車場當收銀兼看更。
直至一次於工作期間看報紙時留意電視台刊登廣告招聘編劇，於是趕及在限期完結前投稿（交往中的男女吵架的故事）應徵，如是於1981年入職無綫電視。當時他曾被其中一位面試官，即《上海灘》編劇之一的梁建璋，問對當時熱播的劇集《上海灘》有何意見，對方發現韋家輝具有創作天份，結果在韋家輝入職後尚未完成為期半年的編劇訓練班課程，便把他抽調出來跟隨及協助梁建璋創作《飛越十八層》，其後亦參與改編金庸原著《神鵰俠侶》及《鹿鼎記》等電視劇集。韋家輝及後於1985年升任助理創作主任，編審作品有《新紮師兄續集》、《流氓大亨》及《誓不低頭》等，兩年後升任監製。至1990年連同任達華、黃日華及司徒錦源等人轉投亞洲電視，監製《還看今朝》及《暴雨燃燒》兩部帶有反共色彩的重頭劇。當中《還看今朝》收視高達27點，創下當年亞洲電視的收視紀錄。不過韋家輝於1992年回歸無綫，製作另一經典劇集《大時代》。
在效力無綫期間，韋家輝創作過不少極受歡迎的長篇劇，由他監製的電視劇作品有《義不容情》、《大時代》及《馬場大亨》等，當中《義不容情》播出後引起香港觀眾關注，分別成為兩岸三地、全球華人收視最高劇集；《大時代》更被公認為香港電視劇中的經典。而在他監製電視劇中，由於把劇中每個角色塑造得有血有肉，個性獨特鮮明，因此創作出不少影響深遠的角色，亦因而令劇中不少演員走紅。黃日華、藍潔瑛、溫兆倫、陶大宇為其常用演員。韋家輝所製作的電視劇大多數結局男或女主角都沒有好下場，至今為止，只有一部電視劇《還我本色》的男女主角（分別為任達華及藍潔瑛）為大團圓結局及非開放式結局。
韋家輝轉戰電影界之後轉向於較冷門的題材，1995年首次執導電影，作品為《和平飯店》。之後他與杜琪峰合組銀河映像，独立或联合杜琪峰执导《一個字頭的誕生》、《孤男寡女》、《瘦身男女》、《大隻佬》等多部深受观众喜爱的创意型电影，獲得香港電影金像獎最佳電影（2004年）和最佳编劇（2004年及2008年）。他不會重投電視業界，因為他喜歡創作電影多於電視劇本創作。

## 個人生活
韋家輝有兩段婚姻，因過於投入工作而與任職編劇的第一任妻子結束5年婚姻關係，1991年與梁建璋的秘書、現任妻子結婚。

## 電視劇

### 無綫電視
- 1982年 飛越十八層（故事）
- 1982年 天龍八部之虛竹傳奇（故事）
- 1982年 過山車
- 1982年 香城浪子（故事）
- 1983年 老洞（故事、編劇）
- 1983年 神鵰俠侶（編劇）
- 1984年 愛情一千米 （編劇）
- 1984年 再版人 （編劇）
- 1984年 畫出彩虹 （編劇）
- 1984年 鹿鼎記 （編劇）
- 1984年 新紮師兄（編劇）
- 1985年 江湖浪子（編劇）
- 1985年 挑戰（編劇）
- 1985年 新紮師兄續集（編審）
- 1986年 流氓大亨（編審）
- 1986年 城市故事（編審）
- 1986年 赤腳紳士（編審）
- 1988年 誓不低頭（編審）
- 1988年 天堂血路（編劇）（電視電影）
- 1988年 衰鬼迫人（監製）
- 1989年 義不容情（監製、客串演出第二十六集，飾演趙加敏的兄長）
- 1989年 還我本色（監製）
- 1992年 大時代（監製）
- 1993年 馬場大亨（監製）
- 1993年 箱屍奇案（監製）（電視電影）
- 2023年 回家之華富邨篇（第10集嘉賓，與韋家雄合作）（電視節目）

### 亞洲電視
- 1990年 還看今朝（監製）
- 1991年 暴雨燃燒（監製）
- 1991年 鄉土系列之兩個口（單元劇）（監製）
- 2000年 世紀之戰（監製）

## 電影

### 个人执导作品
- 1995年  和平飯店（導演、編劇）
- 1997年  一個字頭的誕生（導演、編劇）
- 2004年  鬼馬狂想曲（監製、導演、編劇）
- 2005年  喜馬拉亚星（監製、導演、編劇）
- 2006年  最愛女人購物狂（監製、導演、編劇）
- 2009年  再生號（監製、導演、編劇）
- 2022年  神探大戰（導演、編劇）

### 与杜琪峰联合执导作品
- 2000年  孤男寡女（監製、導演、編劇）
- 2000年  辣手回春（監製、導演、編劇）
- 2000年  鍾無艷（監製、導演、編劇）
- 2001年  全職殺手（監製，導演、編劇）
- 2001年  瘦身男女（監製、導演、編劇）
- 2002年  嚦咕嚦咕新年財（監製、導演、編劇）
- 2002年  我左眼見到鬼（監製，導演、編劇）
- 2003年  百年好合（監製、導演、編劇）
- 2003年  向左走·向右走（監製、導演、編劇）
- 2003年  大隻佬（導演、編劇）
- 2003年  1:99电影行动 —— 狂想曲（導演）
- 2007年  神探（監製、導演、編劇）

### 其他作品
- 1985年 青春差館（編劇）
- 1987年 通天大盜（編劇）
- 1990年 愛的世界（編劇）
- 1992年 龍騰四海（編劇）
- 1997年 兩個只能活一個（監製、編劇）
- 1997年 恐怖雞（監製）
- 1998年 暗花（監製）
- 1998年 真心英雄（監製）
- 1999年 非常突然（監製）
- 1999年 再见阿郎（編劇）
- 1999年 甜言蜜語（監製）
- 2009年 復仇（編劇）
- 2011年 單身男女（監製、編劇）
- 2012年 高海拔之戀II（編劇）
- 2012年 毒戰（編劇）[6]
- 2013年 盲探（編劇）
- 2014年 單身男女2（監製、編劇）